# Гонятин
Гонятин (пол. Honiatyn) — село в Польщі, у гміні Долобичів Грубешівського повіту Люблінського воєводства. Населення — 89 осіб (2011).

## Історія

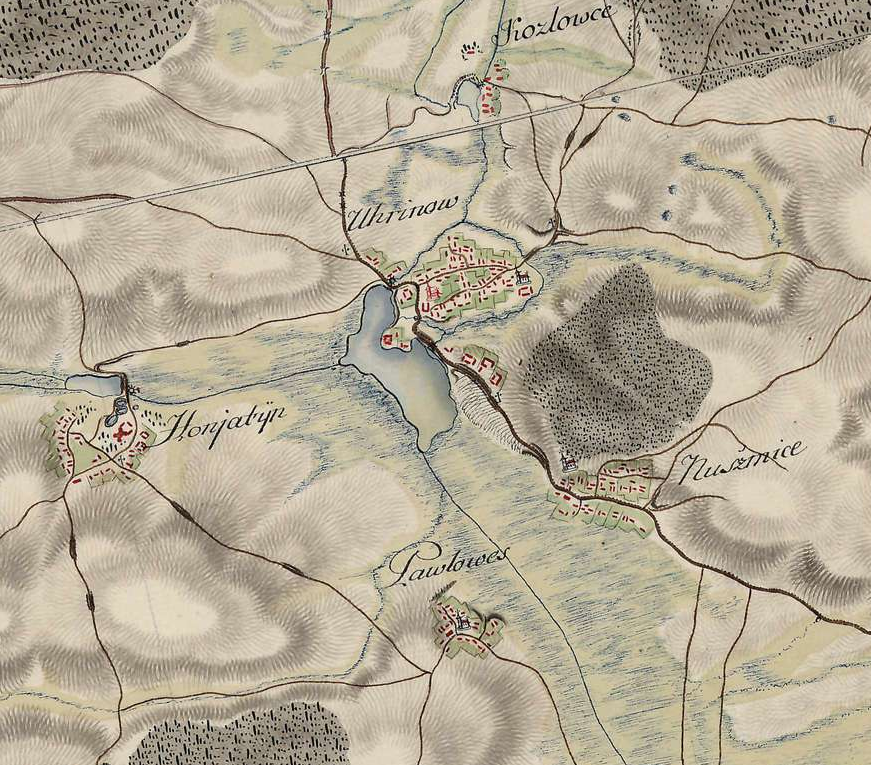
Гонятин на австрійській військово-топографічній мапі 1779—1783 років

У 1837 р. село налічувало 37 будинків і 226 мешканців.
За даними етнографічної експедиції 1869—1870 років під керівництвом Павла Чубинського, у селі переважно проживали греко-католики, усе населення розмовляло українською мовою.
У 1882 р. село належало до волості Долгобичув Томашівського повіту Люблінської губернії, у селі також було 37 будинків, проживали 313 мешканців, з яких 50 були римо-католиками, решта стали православними внаслідок заборони царем у 1875 р. греко-католицької церкви і захоплення Холмської єпархії Російською православною церквою, та й перехід на римо-католиків був спричинений тією ж забороною. Але жителі села тривалий час таємно зберігали вірність греко-католицькій церкві та відвідували з релігійною метою Галичину. Була в селі дерев'яна церква (належала до парафії в Ощові), панський двір Розвадовських із фільварком.
Влітку 1915 року перед відступом із Холмщини російська армія спалила села і вивезла українців углиб Росії. Тільки після закінчення війни їм поодинці вдавалося повернутися до рідних згарищ. Тут їх очікували польський терор і заборона відбудувати церкву.
У 1939 році в селі проживало 84 родини, з них 69 українських, 12 польських i 3 єврейських.
У серпні 1944 року місцеві мешканці безуспішно зверталися до голови уряду УРСР Микити Хрущова з проханням включити село до складу УРСР.
16-20 червня 1947 року під час операції «Вісла» польська армія виселила з Гонятина на приєднані до Польщі північно-західні терени 127 українців. У селі залишилося 63 поляків.
У 1975—1998 роках село належало до Замойського воєводства.

## Населення
Демографічна структура станом на 31 березня 2011 року:
|          | Загалом | Допрацездатний вік | Працездатний вік | Постпрацездатний вік |
| -------- | ------- | ------------------ | ---------------- | -------------------- |
| Чоловіки | 48      | 9                  | 25               | 14                   |
| Жінки    | 41      | 5                  | 20               | 16                   |
| Разом    | 89      | 14                 | 45               | 30                   |